# Les Frères Romance
Les Frères Romance est un roman de Jean Colombier publié en 1990 aux éditions Calmann-Lévy et ayant reçu le prix Renaudot la même année.
Il est élu au 25e ou 21e tour de scrutin, un record, face à Nous sommes éternels de Pierrette Fleutiaux,.

## Résumé
Julien et Alain Romance sont deux frères orphelins proches. Mais le drame éclate du mutisme de l'un et de la compagne de l'autre…

## Éditions
- Les Frères Romance, Calmann-Lévy, 1990  (ISBN 2-7021-1903-4).